# Cum proxime
Cum proxime (с лат. — «С недавнего времени») — motu proprio изданный Папой Пием XI, который установил новое правило для установления даты начала папского конклава для избрания нового Папы, обнародованный 1 марта 1922 года, менее чем через месяц после своего собственного избрания. Четыре кардинала неевропейского происхождения не участвовали в конклаве, который избрал его в феврале. Трое из них прибыли слишком поздно, а один даже не попытался отправиться в путь. С помощью Cum proxime Пий XI увеличил время между смертью папы и началом конклава, чтобы увеличить вероятность того, что кардиналы из отдаленных мест смогут вовремя прибыть в Рим для участия.
Как и другие документы, выпущенные по собственному усмотрению папы, то есть motu proprio, он известен по начальным словам его оригинального латинского текста. Пий XI начинает с того, что он рассматривает конклав, который его избрал, и его начальные слова «Cum proxime» означают, примерно, с недавнего времени.